# John Garamendi
 (avril 2019).
Si vous disposez d'ouvrages ou d'articles de référence ou si vous connaissez des sites web de qualité traitant du thème abordé ici, merci de compléter l'article en donnant les références utiles à sa vérifiabilité et en les liant à la section « Notes et références ».
John Raymond Garamendi, né le 24 janvier 1945 dans le Camp Blanding (Floride), est un homme politique américain, élu de Californie à la Chambre des représentants des États-Unis depuis 2009. 

## Biographie
Il est d'origine basque par ses grands-parents paternels. Il grandit à Mokelumne Hill en Californie.
Il est membre de l'Assemblée de l'État de Californie de 1975 à 1977, puis du Sénat de l'État de Californie jusqu'en 1991, date à laquelle il est élu commissaire aux assurances (California Insurance Commissioner), fonction qu'il occupe jusqu'en 1995 puis de 2003 à 2007.
En 2007, après avoir remporté des primaires serrées, John Garamendi est élu lieutenant-gouverneur de Californie avec 49 % des voix contre 45 % au républicain Tom McClintock.
En 2008, Garamendi est brièvement candidat pour le poste de gouverneur de Californie avant d'y renoncer pour se présenter à l'élection partielle pour la Chambre des représentants des États-Unis, qu'il remporte le 3 novembre 2009.
| Parti | Parti                       | Candidat       | Voix   | %       |
| ----- | --------------------------- | -------------- | ------ | ------- |
|       | Parti démocrate             | John Garamendi | 66 311 | 52,98 % |
|       | Parti républicain           | David Harmer   | 53 441 | 42,69 % |
|       | Parti vert                  | Jeremy Cloward | 2 314  | 1,85 %  |
|       | Parti paix et liberté       | Mary McIlroy   | 1 672  | 1,34 %  |
|       | Parti américain independant | Jerry Denham   | 1 435  | 1,15 %  |